# Adolf Braun (Politiker, 1862)

Adolf Braun

Adolf Braun (* 20. März 1862 in Laag, Steiermark; † 13. Mai 1929 in Berlin) war ein österreichisch-deutscher Journalist und Politiker der SPD.

## Leben
Adolf Braun war der Sohn des jüdischen Eisenbahnunternehmers Ignaz Braun. Sein Bruder war der sozialdemokratische Publizist Heinrich Braun, seine Schwester Emma war mit dem österreichischen Sozialistenführer Victor Adler verheiratet.
Nach der Matura in Wien 1881 studierte Braun von 1882 bis 1885 in Freiburg im Breisgau und Basel Nationalökonomie und Statistik. Während seines Studiums schloss er sich dem Akademischen Turnverein an. 1886 wurde er in Freiburg zum Doktor der Philosophie promoviert. Anschließend war er zunächst Redakteur bei der sozialdemokratischen Wochenzeitung Gleichheit in Wien, ab 1890 arbeitete er für die Sächsische Arbeiterzeitung in Dresden. Von 1893 an war er Redakteur des Vorwärts in Berlin, wurde wegen seiner Tätigkeit aber im Dezember 1898 aus Preußen ausgewiesen. Er zog nach Nürnberg und wurde dort Chefredakteur der Fränkischen Tagespost, außerdem arbeitete er als Deutschland-Korrespondent der Wiener Arbeiterzeitung. Zudem war er Sekretär des Nürnberger Arbeitersekretariats und führte dabei sozial-statistische Erhebungen über Nürnberger Arbeiterhaushalte durch. 1918 nahm er die deutsche Staatsbürgerschaft an.

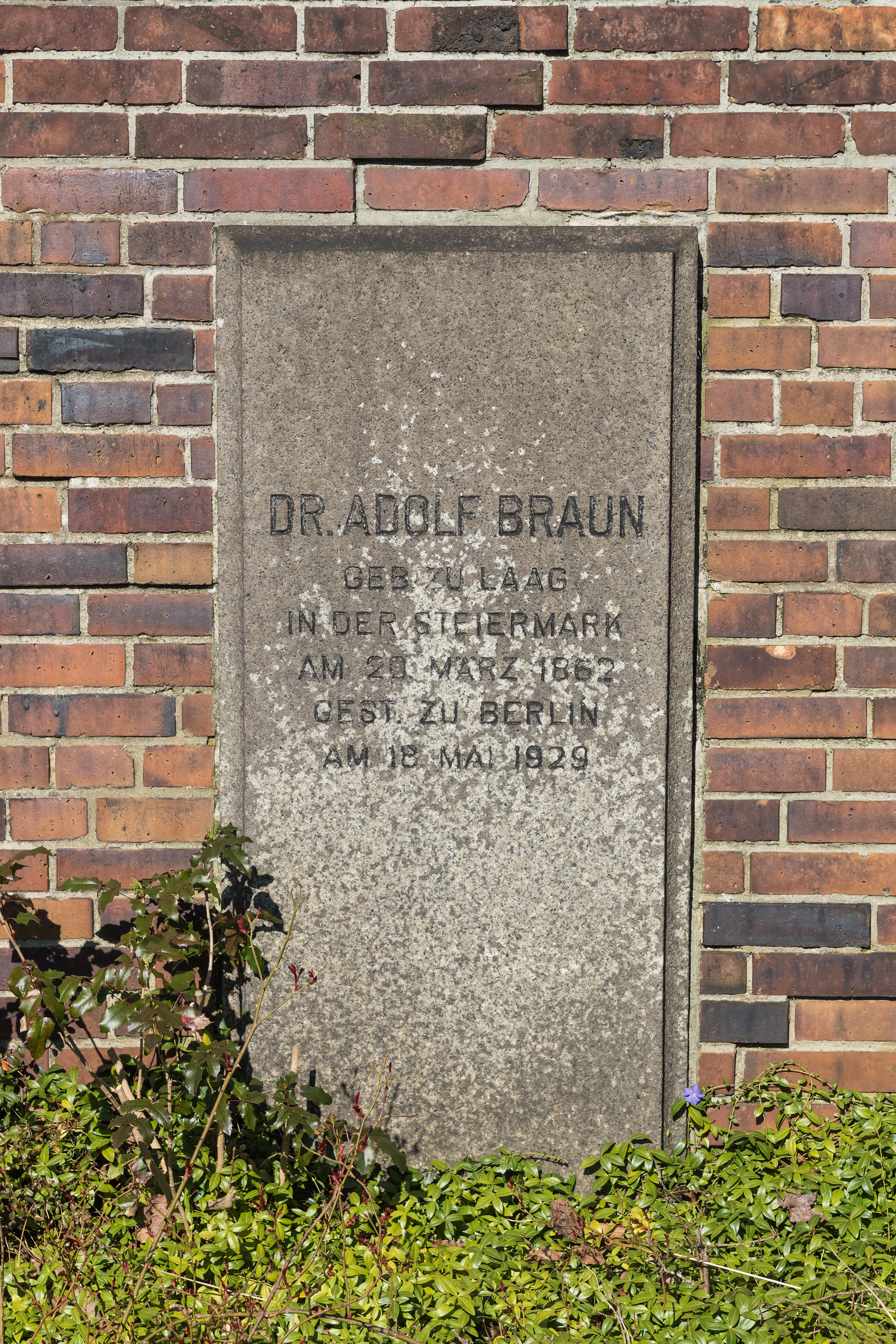
Grab Adolf Brauns

Braun wurde auf dem Zentralfriedhof Friedrichsfelde in Berlin-Lichtenberg beigesetzt. Seine Grabstätte wurde 1950 in die damals von der DDR-Führung neu errichtete Gedenkstätte der Sozialisten integriert und gehört seither zur Reihe der Gräber und Denkmäler an deren Ringmauer.
In Nürnberg-Muggenhof wurde die Adolf-Braun-Straße nach ihm benannt.

## Parteiarbeit
Braun beteiligte sich 1887 an der Gründung der Sozialdemokratischen Arbeiterpartei. Als er nach Deutschland zog, wechselte er in die SPD über. Von 1920 bis 1927 gehörte er dem Parteivorstand an, in dem er vor allem für das Verlagswesen und die Parteipresse zuständig war. 1921 gehörte er der Programmkommission für das Görlitzer Programm der SPD an. 
1920 wurde mit dem zunächst informell nach ihm benannten „Büro Braun“ an eine Vorkriegsinstitution angeknüpft, das 1908 eingerichtete Sozialdemokratische Presse-Bureau, das während des Burgfriedens im Ersten Weltkrieg geschlossen wurde. Wie dieses war das Büro eng an die Reichstagsfraktion angebunden und hatte insbesondere den Auftrag, die Reden und Aktivitäten der SPD-Abgeordneten in der parteieigenen Presse zu verbreiten. Gemeinsam mit Wilhelm Sollmann übernahm er die Schriftleitung des Dienstes, aus dem 1921 der Sozialdemokratische Parlamentsdienst hervorging, der 1924 in Sozialdemokratischer Pressedienst umbenannt wurde.
Braun galt so als „Zeitungspapst“ der SPD, schreiben die Historiker Ilse Fischer und Rüdiger Zimmermann. Doch im Urteil des Historikers Hans Adolph, der sich insbesondere auf den SPD-Verlagsmanager Fritz Heine beruft, war Brauns Rolle in der kritischen Nachkriegszeit ambivalent. Er „leitete das Presseressort und hatte aufgrund seiner ausgezeichneten Fachkenntnisse in den mit seinem Ressort zusammenhängenden Fragen einen großen Einfluss. Er war jedoch der Typ des Intellektuellen und Einzelgängers und verfügte über keinen organisatorischen Rückhalt in der Partei. Deshalb konnte er seine Auffassungen im Parteivorstand nicht durchsetzen“. Dies sollte schnell bittere Folgen haben. Aufgrund der Konkurrenz mit sich rasch modernisierenden bürgerlichen Zeitungen und der durch die Inflation sehr schwierigen Wirtschaftslage, die zu einem Zeitungssterben führte, stellte die SPD-Presse immer höhere Anforderungen in Bezug auf Aktualität, Geschwindigkeit, Technik, Vertrieb und internationale Vernetzung. Sie liefen darauf hinaus, dass die behäbige Gesinnungskorrespondenz zu einer unternehmerisch geführten Nachrichtenagentur ausgebaut werden musste; sie sollte es bei Inlands- und Auslandsnachrichten mit den führenden Agenturen WTB und Telegraphen-Union aufnehmen können. Eine Konferenz von Redakteuren und Geschäftsführern der Parteipresse stellte in Bielefeld im Juli 1921 Forderungen nach Gründung eines professionellen Parlamentsdienstes auf. Diese andersartigen Anforderungen konnte und wollte Braun jedoch nicht erfüllen. Im November 1921 beschloss die Parteiführung um den Vorsitzenden Otto Wels offiziell die Gründung des Sozialdemokratischen Parlamentsdienstes und berief den 35 Jahre jüngeren Erich Alfringhaus als Leiter und als (ehrenamtlichen) Geschäftsführer Theodor Glocke, der seit 1919 gemeinsam mit SPD-Chef Wels Geschäftsführer der Vorwärts GmbH als Verlag des Parteiorgans war. In einem Nachruf auf Braun schrieb sein langjähriger Partner Sollmann über den tragischen Konflikt: „Der Mann, dessen gute und solide journalistische Schulung noch in die alte Zeit schwergelehrter Leitartikel zurückreichte, konnte der Vorherrschaft des Nachrichtendienstes, der knappen mit höchster Fixigkeit bearbeiteten Meldung sich nicht mehr anpassen.“ Er sei enttäuscht ausgeschieden.

## Tätigkeit als Abgeordneter
Braun gehörte 1919/20 der Weimarer Nationalversammlung an. Anschließend war er bis 1928 Reichstagsabgeordneter.

## Veröffentlichungen
- Die Arbeiterschutzgesetze der europäischen Staaten. 1890.
- Berliner Wohnungsverhältnisse. Denkschrift der Berliner Arbeiter-Sanitäts-Kommission. Bearbeitet im Auftrage derselben von Adolf Braun. Verlag der Expedition des „Vorwärts“ Berliner Volksblatt, Berlin 1893.
- Zeitungs - Fremdwörter und politische Schlagwörter. Verdeutscht und erläutert von Dr. Braun. J.H.W. Dietz Nachfolger, Berlin 1903 (8. verm. aufl. 1929)
- Ziele und Wege. Erläuterungen der sozialdemokratischen Gegenwartsforderungen. Vorwärts, Berlin 1906.
- Die Tarifverträge und die deutschen Gewerkschaften. Stuttgart 1908.
- Die Gewerkschaften. Wesen, Aufbau, Kampfmittel und Ziele der österreichischen und deutschen Gewerkschaften. Vortragsdispositionen. Verlag der Wiener Volksbuchhandlung Ignaz Brand & Co., Wien 1910
- Statistik. Aufgaben, Methoden und Resultate der Statistik. Ein kurzer Abriß für Arbeiter, Verlag von Robert Danneberg, Wien, 1912.
- Die Gewerkschaften, ihre Entwicklung und Kämpfe. Fränkische Verlagsanstalt, Nürnberg 1914.
- Gleiches Recht für Frauen! Eine Werbeschrift mit Beiträgen von Emmy Freundlich, Siegfried Nestriepke, Adelheid Popp. Hrsg. von Adolf Braun. Fränk. Verlags-Anstalt & Buchdruckerei, Nürnberg 1914
- Sturmvögel der Revolution!. Aktenstücke zur Vorgeschichte der Revolution. Buchhandlung Vorwärts Paul Singer, Berlin 1919.
- Programmentwurf der Sozialdemokratischen Partei. Ein Kommentar. Dietz, Stuttgart 1921.